# Книжные утраты в поздней Античности и Тёмных веках

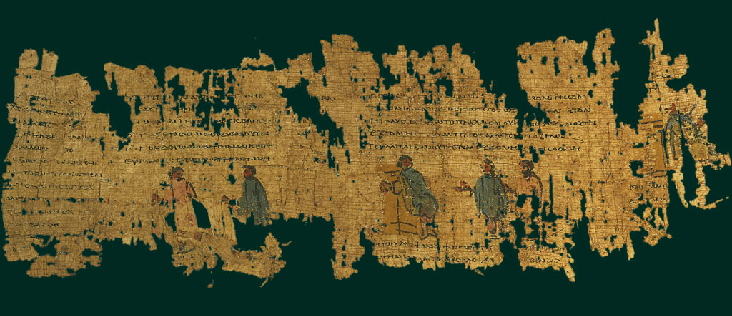
Остатки иллюстраций на плохо сохранившемся папирусном свитке II века. Текст содержит фрагмент греческого романа, не дошедшего до нас, и потому не поддающегося отождествлению. Национальная библиотека Франции

Утрата огромной части античного письменного наследия продолжалась в период III—VIII веков. Этот процесс был длительным и включал множество разнообразных факторов, в том числе гонения языческих властей на христиан и христиан на язычников, гибель библиотек во время войн, а также смену культурных приоритетов и письменного материала (папируса на пергамент, свитка на кодекс, причём множество текстов никогда не переписывалось с папирусов на пергаментные кодексы). Потери античных оригиналов были вызваны и тем, что копировались и передавались потомкам, прежде всего, книги, востребованные в текущий момент. Непопулярные в III—V веках тексты оказались в значительной мере утрачены.
В результате варварских вторжений и дезурбанизации — Тёмных веков европейской истории, — в V—VIII веках число потребителей литературы на латинском Западе значительно уменьшилось. Когда во второй половине VIII века пришло время так называемого Каролингского возрождения, множество античных произведений было уже утрачено, а некоторые важнейшие рукописи, например, трудов Тацита, существовали в единственном экземпляре. Утраты в течение последующих веков были уже несравнимо меньшими. Достижения античности сыграли важную роль в литературе и науке зрелого средневековья, а вновь возросший престиж книги был достаточно велик, чтобы сохранить от уничтожения даже те кодексы, к которым уже перестали обращаться.
Упадок сильнее коснулся латиноязычного Запада, чем грекоязычной Византии, в которой кризис наступил значительно позднее — к VIII веку, и длился около двух столетий. Однако к IX веку почти все книжные собрания оказались сосредоточены в единственном центре — Константинополе, что делало их уязвимыми перед бедствиями, которые обрушивались на город. Только с изобретением книгопечатания в XV веке античные тексты стали воспроизводиться для бо́льшего, чем ранее, круга читателей, и с 1500 года масштабы античной книжной культуры были окончательно превзойдены.

## Античная книжная традиция

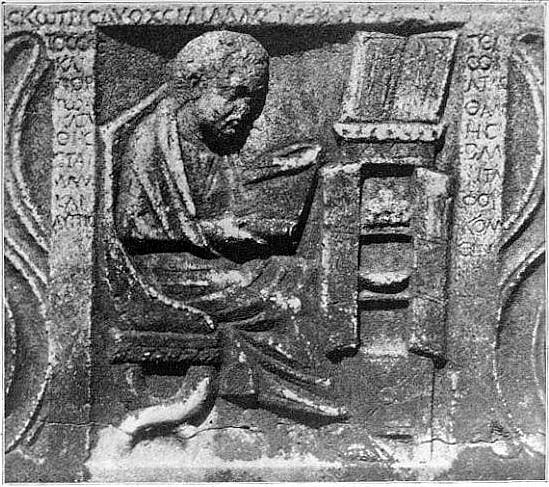
Римлянин читает книгу-свиток в библиотеке. Хорошо виден шкаф с хранящимися в нём свитками. Рельеф с саркофага Виллы Балестра

По подсчётам, до папирологических находок известны имена около 2000 авторов, писавших на греческом языке до 500 года н. э. Сохранились тексты только 253 из них, большей частью — фрагментарно, в цитатах или извлечениях. Аналогично известны имена 772 латиноязычных авторов, живших до 500 года, но сохранились тексты только 144 из них. Из этого делается вывод, что сохранилось менее 10 % наследия античной литературы, при этом следует иметь в виду, что подсчёт вёлся по авторам, упоминаемым в сохранившихся текстах.
Множество текстов было утрачено ещё в период благополучия и процветания античной цивилизации. Основными факторами, определявшими сохранность и востребованность книг, были читательские вкусы и потребности системы образования. В античных школах изучался одинаковый в разных местах набор классических текстов. Раз установленный, этот набор изменялся лишь незначительно. В греческом мире классический канон сформировался в IV в. до н. э., в латинском — к I в. н. э. В Греции первое место было отдано Гомеру, за ним следовал Гесиод, несколько лириков, избранные трагедии трёх великих трагиков (Эсхил, Софокл, Еврипид), из прозы — Фукидид и Ксенофонт. В латинском мире читали Вергилия (особенно «Энеиду»), Горация, Овидия, Стация, Теренция, Саллюстия, Цицерона, Ливия, быстро отодвинутого на второй план эпитоматорами (то есть авторами, составляющими сокращённые версии его объёмного труда). Произведения, написанные после формирования канона, включались в него только в исключительных случаях. Христианские интеллектуалы сохранили канон, поскольку полагали, что традиционное школьное чтение формирует общую культуру. Приверженцы определённых философских школ также были обязаны изучать труды основоположников.
Читательские вкусы также менялись. На рубеже I века до н. э. и I века н. э. в грекоязычном мире происходил определённый процесс трансформации, внешне выражавшийся в том, что греческие писатели, живущие в Римской империи, отказались от современного языка, используемого в прозе с конца IV века до н. э., и старались писать на языке, наследовавшем аттическому диалекту (так называемый «аттицизм»). Архаичный язык был известен из литературы V—IV веков до н. э. С начала нашей эры эллинистическая проза теряет популярность, её образцы уцелели только в виде цитат и обрывков, известных из папирологических находок, поскольку её перестали читать и переписывать. Аттицизм продлил популярность Ксенофонта и аттических ораторов IV века до н. э., а также Аристофана, комедии которого «были признаны великим и богатым собранием редких и исконно аттических слов».

## Античные библиотеки

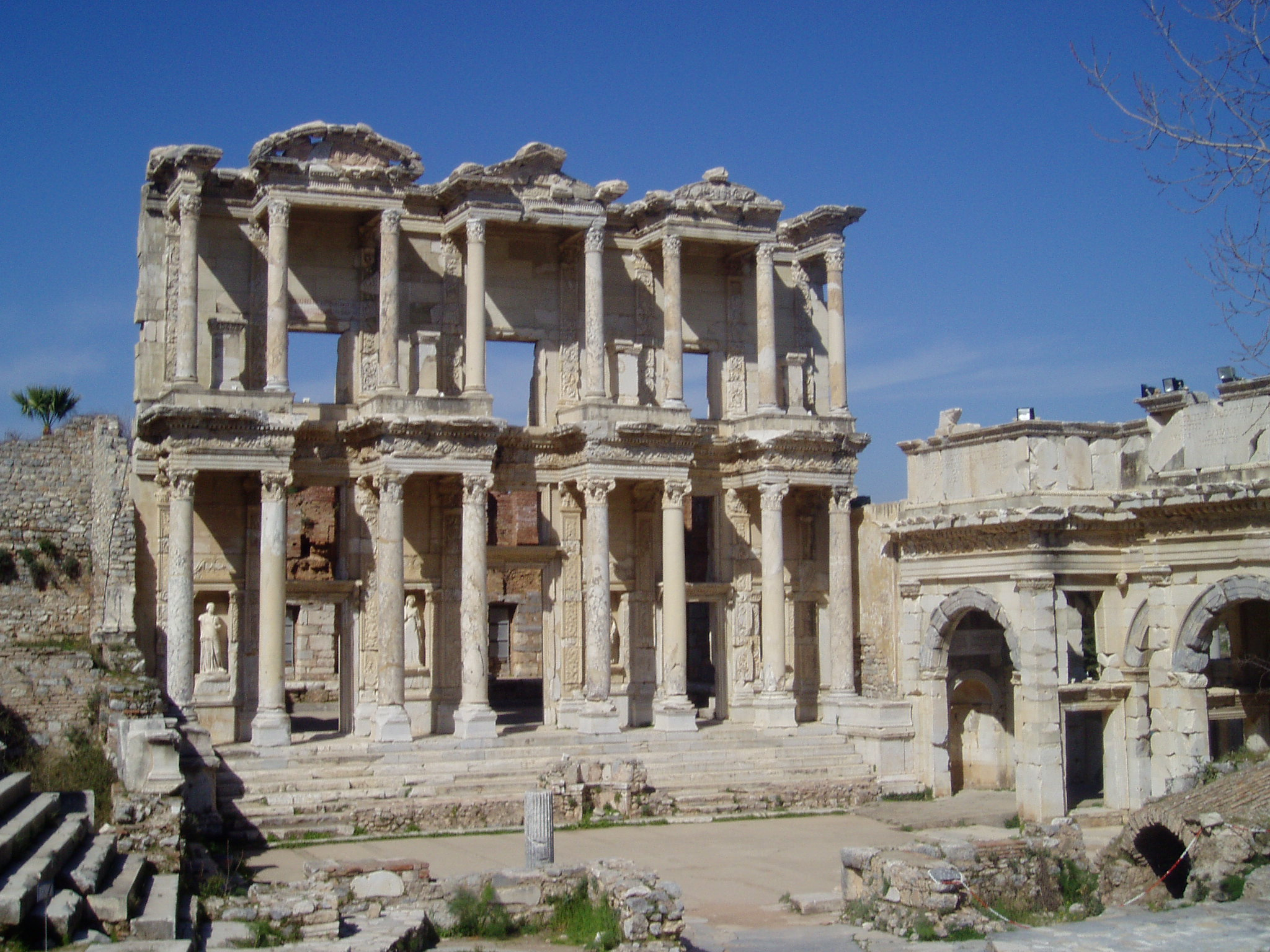
Развалины библиотеки Цельса в Эфесе. Она могла содержать до 12 000 свитков

Количество библиотек в античности было довольно велико. Крупнейшей в древнем мире была Александрийская библиотека, включавшая, по разным подсчётам, от 400 000 до 700 000 свитков, преимущественно на греческом языке. Некоторые современные учёные полагают это число завышенным и приводят другую оценку — от 10 до 50 тысяч свитков. Потребности интеллектуалов приводили к переписыванию по крайней мере 1100 свитков в год. Объём латинской литературы был, по-видимому, сопоставим с масштабами греческого мира. В Риме имелись большие публичные библиотеки, поддерживаемые императорами, всего их было, согласно некоторым источникам, 28; каждая из них имела две секции — латинскую и греческую. В Константинополе в V веке императорская библиотека включала 120 000 книг.
Сложнее определить масштабы частных библиотек, поскольку традиция сохранила лишь случайные имена владельцев крупных книжных собраний. Среди них — Вергилий, библиотека которого была открыта для его друзей. Упоминания о частных библиотеках встречаются в письмах Плиния Младшего, сам он подарил свою библиотеку городу Комо. Крупная провинциальная библиотека была в собственности Плутарха. Размер этих собраний бывал исключительно велик: некий грамматик Эпафродит (упоминаемый Судой) составил себе библиотеку из 30 000 свитков, такой же величины достигало собрание Тиранниона (учителя Страбона). В начале III века нашей эры врач Серен Саммоник собрал 62 000 свитков, его сын подарил их младшему Гордиану. Единственная сохранившаяся на Вилле Папирусов библиотека хранила, по разным подсчётам, от 800 до 1800 свитков, преимущественно греческих.
Последнее упоминание о публичных императорских библиотеках содержится в эдикте императора Валента 372 года «Об антиквариях и хранителях Константинопольской библиотеки». Эдиктом назначались четыре греческих и три латинских специалиста по реставрации и переписке старинных книг. Согласно единичному упоминанию епископа Галлии Сидония Аполлинария (Ep., IX, 16), одна из римских императорских библиотек функционировала ещё в 470-х годах.

## Формы древних книг. Тиражирование текстов

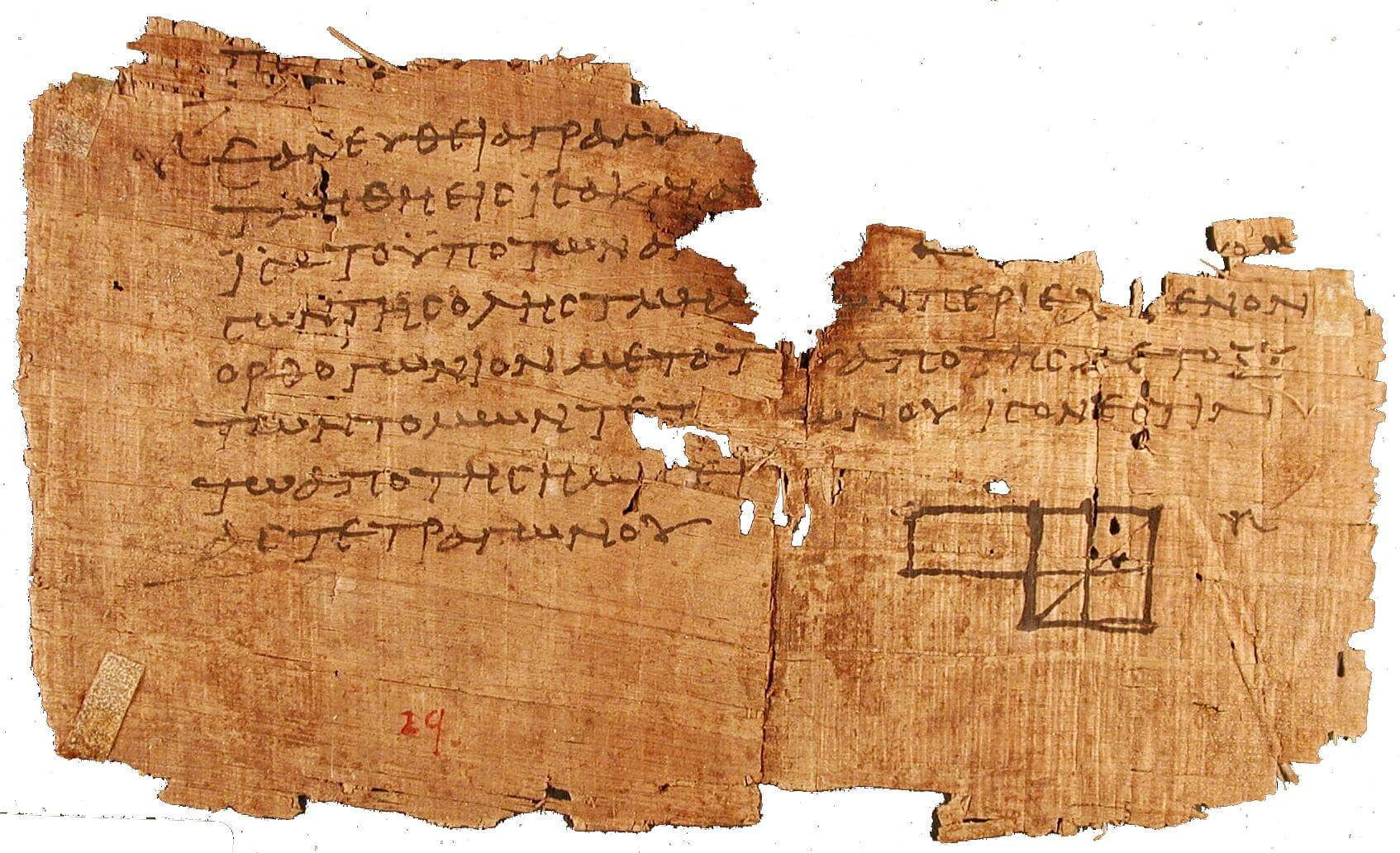
Папирус из Оксиринха (P.Oxy. I 29) с фрагментами «Начал» Евклида. Переписан в период 75—125 годов. Хорошо видно расположение текста колонками, под правой — геометрический чертёж

Единственным видом книги, который знала классическая античность, был свиток. Стандартом был свиток длиной около 6 м. Высота свитка соответствовала современному понятию формата книги. Максимальной была высота 40 см, минимальной — 5 см, использовавшейся для списков стихов. Большинство найденных в Египте папирусов имеет высоту 20—30 см.
Часто встречались свитки длиной 2—3 м. Именно такой размер имели свитки с отдельными песнями «Илиады» и «Одиссеи», распространённые в античном мире. Свиток длиной 6 м, будучи свернутым, образовывал цилиндр диаметром в 5—6 см. Свитки были не только папирусными: Плиний Старший в «Естественной истории» (книга VII, 21, 85), ссылаясь на Цицерона, сообщает о пергаментном свитке, заключавшем в себе всю «Илиаду». Он был настолько тонок, что помещался в скорлупе ореха.
Произведения античной литературы большого объёма делятся обычно на «книги», на книги делились и собрания стихов. Они соответствовали современной главе. По-латыни книга как часть текста именовалась liber (собственно, «луб», на котором римляне писали до появления у них папируса), в то время как собственно свиток, на котором она была переписана — volumen. Каждая книга, составлявшая часть крупного произведения, представляла собой отдельный свиток. В Александрийскую эпоху «Илиада» и «Одиссея» были более или менее механически разделены на 24 книги (песни) каждая, приблизительно одинаковой длины: это были отдельные свитки, которые хранились связанными либо в специальной коробке. Совокупность свитков, составляющих произведения одного автора, в римском юридическом языке называлась «корпусом».

Текст на свитке записывали последовательными колонками шириной 5—7½ см, их высота варьировалась в зависимости от ширины папирусной полосы. Текст записывался чаще всего на одной стороне свитка — внутренней, изредка встречались и свитки, исписанные с двух сторон, такие назывались «опистографами». Читали свиток обычно сидя, держа его двумя руками: одной рукой, обычно правой, его разворачивали, левой — сворачивали. Свиток был сравнительно неудобен, особенно это было заметно в римской юридической практике и практике христианского богослужения: при использовании многочисленных свитков было трудно отыскать отдельные фрагменты объёмного текста. Текст мог записываться на целом рулоне чистого папируса или на листах, которые склеивались воедино, сшитые листы образовывали кодекс. Кодексы встречаются со II века н. э., но, возможно, появились в предшествующем столетии. Христиане обнаружили, что это позволяет записывать в одной книге все четыре Евангелия или все послания апостола Павла.

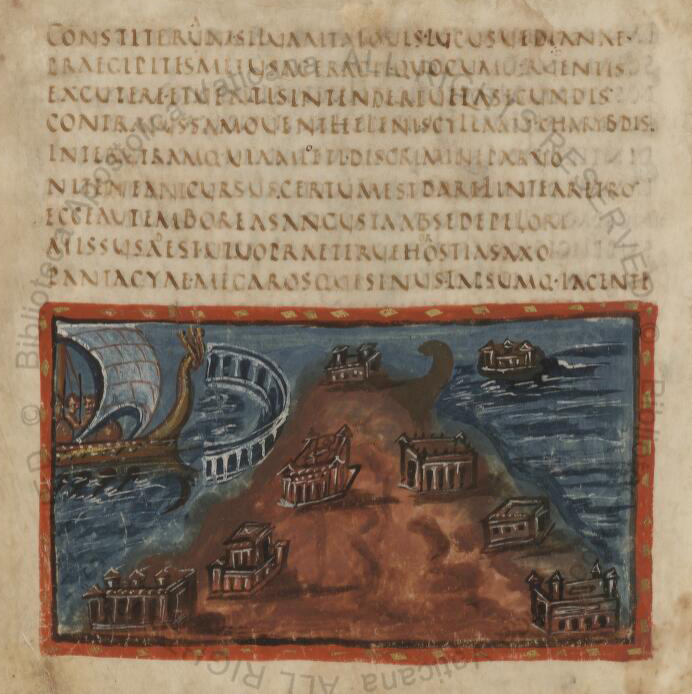
Пример античного унциала в иллюминированной рукописи. Лист 31 оборотный Vergilius Vaticanus, переписанного около 400 года. Характерна квадратная форма страницы, восходящая к формату папирусного свитка. Текст чаще записывали в две или три колонки

Для удобства письма на папирусе обычно использовалась лицевая сторона, волокна на которой шли параллельно направлению письма и могли использоваться как направляющие для строк. Пергамент приходилось предварительно расчерчивать, часто писцы прокалывали лист, чтобы разлиновать его, это считалось особым искусством. Лист пергамента также имеет две стороны — волосяную и внутреннюю, первая темнее второй, поэтому при брошюровке кодекса старались, чтобы на развороте оказывались либо две волосяные поверхности, либо две внутренние.
Стилей письма в античности было два: курсив, используемый для нелитературных документов, в частности, писем, счетов, расписок и т. д., здесь активно применялись лигатуры и сокращения. Литературные тексты записывались унциалом. Унциал имеет много общего с печатными заглавными буквами. Текст записывался не по линии строки, а под ней, буквы как бы «подвешивались». До VIII века слова писались подряд, без пробелов, крайне редко использовались знаки пунктуации, что соответствовало, прежде всего, нормам греческой орфографии, в которых все исконные слова могут оканчиваться либо на гласный, либо на один из трёх согласных. Кроме того, в античности все тексты без исключения предназначались для чтения вслух, даже когда читающий был один.
Античные скриптории могли быть частными и государственными. Размножение текстов осуществлялось следующим образом: в рабочем помещении сидели несколько профессиональных переписчиков, которым чтец медленно читал вслух по оригиналу. Таким образом можно было создать столько экземпляров текста, сколько писцов находилось в помещении. Такой метод привносил ошибки в текст, когда писец мог не расслышать чтеца, а также когда встречались омофоны, — писец чаще всего не вдумывался в смысл текста. После окончания работы изготовленные рукописи проверялись корректором. Писали сидя, положив свиток или кодекс на колено. Писцы обыкновенно получали плату за количество строк, количеством строк измерялись в античности и объёмы текстов. Стандартной строкой считалась стихотворная — гекзаметр или ямбический триметр, при переписывании прозы мерой был так называемый «стих» из 16, иногда 15 слогов.
«Тиражи» античных скрипториев с трудом поддаются оценке. Из писем Плиния Младшего следует, что некий Регул выпустил в свет некролог своего безвременно умершего сына в количестве 1000 экземпляров (IV, 7, 2). В сборнике «Авторы жизнеописаний Августов» сообщается, что император Тацит издал эдикт, согласно которому все библиотеки империи должны иметь сочинения его предка, историка Публия Корнелия Тацита.

## Утрата книжной традиции

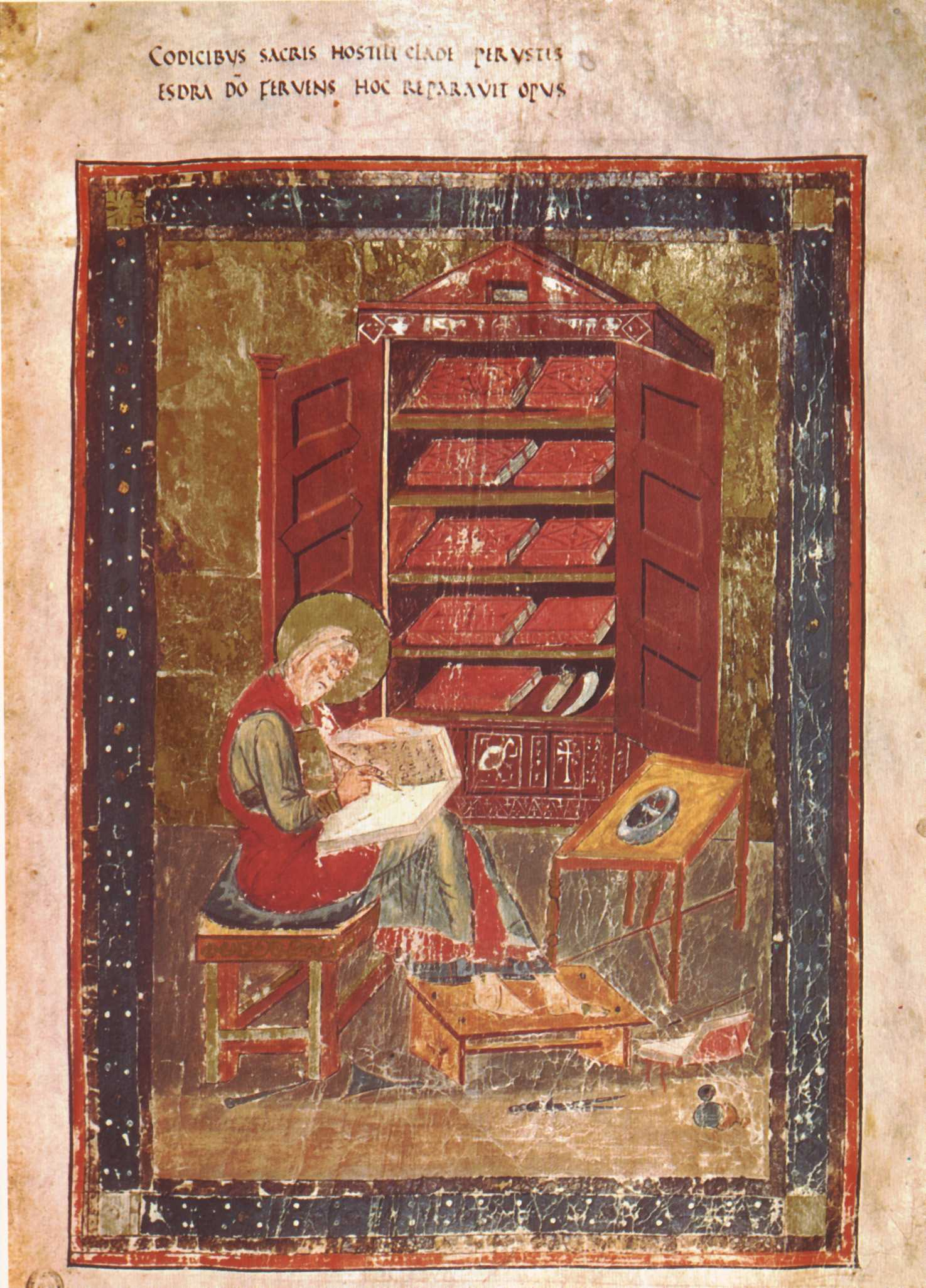
Миниатюра из Амиатинского кодекса, VIII век. Изображена работа писца, на заднем плане — книжный шкаф с хранящимися в нём кодексами. Формат листа имеет современную прямоугольную форму

К IV—V векам книга-свиток стала повсеместно заменяться на кодекс, имеющий современный вид, изготовленный, преимущественно, из пергамента. Папирусные свитки изнашивались довольно быстро: в античности считалось, что папирусная книга старше 200 лет была большой редкостью. Кодекс позволял быстро возвращаться к прочитанному месту и закладывать нужные места, что было особенно важно в юридической практике и церковном обиходе. Кроме того, деление сочинения на части («книги»), соответствующие современным главам, не требовало отдельного носителя-свитка, большой текст умещался в одном, гораздо более компактном и портативном, кодексе. Здесь присутствовал и идеологический момент: произведения античной литературы сохранялись в свитках, а новые — христианские книги изготовлялись в виде кодексов, форма которых, таким образом, ассоциировалась с их содержанием.
Лишь часть античной литературы была переписана со свитков в кодексы. Произведения, непопулярные в период IV—V вв., погибли вместе с папирусами. Тексты, копируемые в тот период массово, имели большие шансы сохраниться для будущих поколений. Примером такого перехода является следующий: веками наиболее популярной философской школой античности была школа стоиков. Множество мыслителей-стоиков создали значительное число трудов, изучаемых широким кругом последователей. В III веке возник неоплатонизм, который апеллировал не только к Платону, но и к Аристотелю и быстро распространился по Римской империи. В результате до наших дней полностью дошли собрания сочинений Платона и Аристотеля (последний — в несколько менее полном виде), однако из наиболее выдающихся произведений стоиков сохранились лишь отрывки. По мере христианизации культуры сокращалось число читаемых произведений древней «языческой» литературы. Несколько сократился и школьный канон чтения: часть текстов оказалась слишком трудна и требовала большой подготовки. В результате были утрачены даже произведения авторов, сохранивших место в каноне, например, многие трагедии Эсхила.
Большую роль в сохранении памятников античной литературы, дошедших до наших дней, сыграл политический деятель и учёный Кассиодор, творивший в VI веке нашей эры. Происходя из римской провинциальной знати, он был одним из последних носителей старой книжной культуры. По-видимому, ещё в 530-х годах Кассиодор вёл переговоры с римским папой Агапитом о создании в Риме высшей теологической школы, по образцу византийской. Поскольку реализовать предприятие не удалось, он основал в своём наследственном имении Скилацие монастырь, получивший название Виварий (или Кастеллум). Кассиодор провёл в Виварии около 40 лет, и приложил много усилий, чтобы собрать здесь большую по тем временам библиотеку. Книги для неё приобретались в Риме и провинциях (Галлии, Азии, Африке). К этому времени войны и вторжения варваров — готов, вандалов, гуннов — нанесли существенный урон городам Италии и провинций; книги становились всё более редкими. В результате Кассиодор превратил Виварий в своеобразный издательский центр, образцовый по тем временам скрипторий. В монастырях того времени довольно часто изготавливали книги, преимущественно религиозного содержания, этим занимался ещё Бенедикт Нурсийский. В отличие от него, Кассиодор особое внимание уделил переписке произведений классической литературы, доказывая, что она необходима для лучшего понимания Священного писания. Вероятно, здесь сказывались вкусы самого Кассиодора. Однако его библиотека была по нашим меркам сравнительно невелика — чуть более 200 кодексов, и набор доступных ему античных текстов практически не отличался от доступного современному исследователю. Совершенно не осталось сведений о составе библиотеки Исидора Севильского, но считается, что он мало интересовался философскими трудами, не читал Платона и Аристотеля в оригинале. Работа монастырских скрипториев начиная с VI века отражает особенности средневековой культуры: тексты отныне копировались в индивидуальном порядке.